# Pisionella hancocki
Pisionella hancocki är en ringmaskart som beskrevs av Hartman 1939. Pisionella hancocki ingår i släktet Pisionella och familjen Pisionidae. Inga underarter finns listade i Catalogue of Life.